# Leptogaster habilis
Leptogaster habilis är en tvåvingeart som beskrevs av Wulp 1872. Leptogaster habilis ingår i släktet Leptogaster och familjen rovflugor. Inga underarter finns listade i Catalogue of Life.